# Jüdischer Friedhof (Forbach)

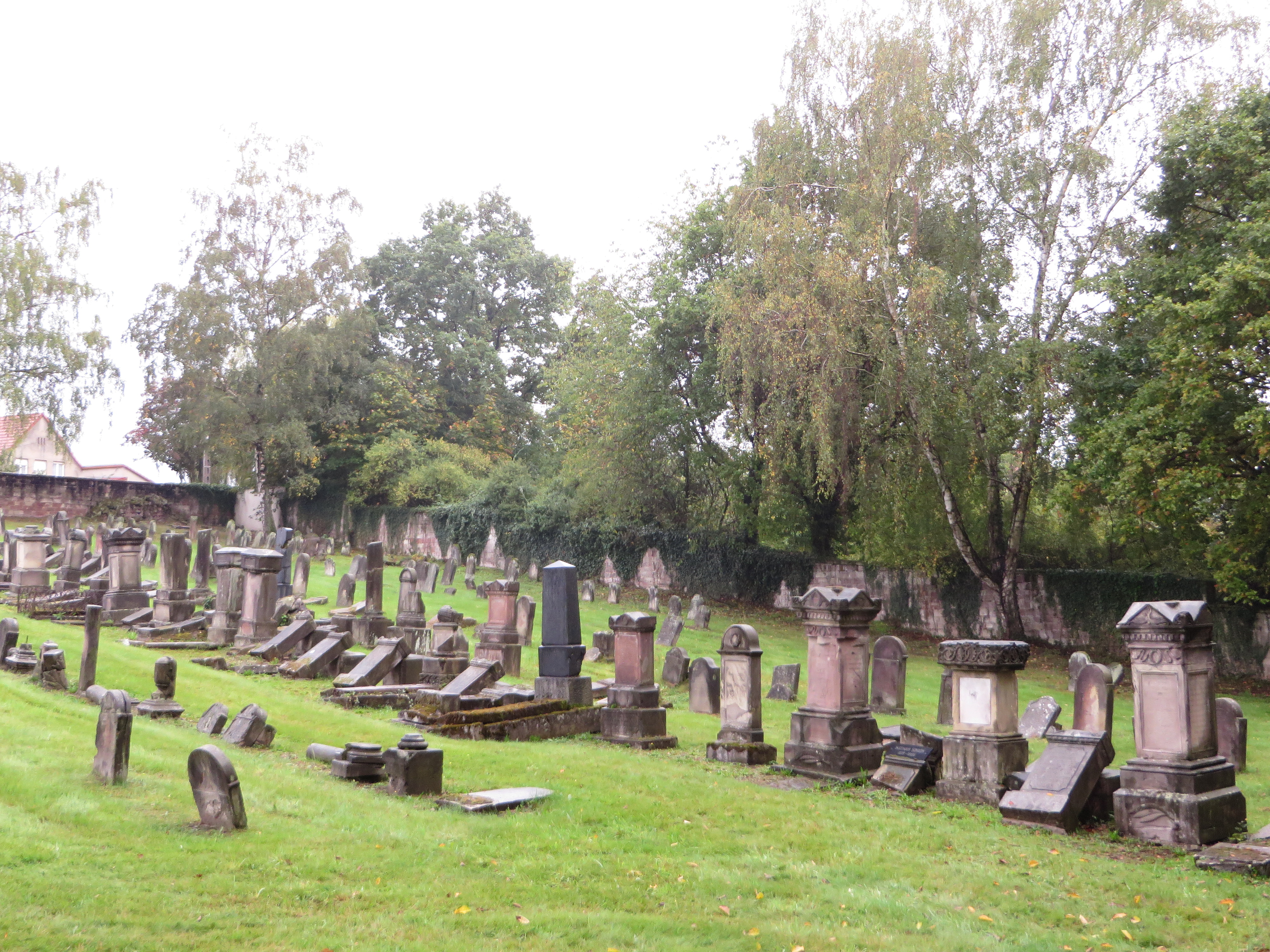
Jüdischer Friedhof in Forbach

Der Jüdische Friedhof in Forbach, einer französischen Stadt im Département Moselle in der historischen Region Lothringen, wurde um 1800 angelegt. 
Der jüdische Friedhof befindet sich an der Rue Henri Kaufmann. Auf dem Friedhof sind noch zahlreiche Grabsteine erhalten.